# 八王子消防署
八王子消防署（はちおうじしょうぼうしょ）は、東京都八王子市にある、東京消防庁第九消防方面本部に所属する消防署である。

## 概要
八王子市全域を管轄とし、消防特別救助隊が配備されている。

## 沿革
- 1943年10月 - 八王子消防署が開署。
- 1945年6月 - 浅川出張所、日野出張所、町田出張所が開署。
- 1948年3月7日 - 消防組織法の施行にともない、八王子市が八王子市消防本部を設置し、八王子消防署は同消防本部の管轄となる。
同日、日野出張所が日野町の消防本部に移管され日野消防署として独立、町田出張所が町田町消防本部に移管され町田消防署として独立。
- 1950年9月 - 小宮出張所が開設される。
- 1958年7月 - 元八王子出張所が開設される。
- 1960年
  - 3月31日 - 翌日の消防事務委託に伴い八王子市消防本部を廃止。
  - 4月1日 - 東京消防庁に消防事務を委託し、東京消防庁八王子消防署となる。
- 1963年4月 - 富士森出張所（現・台町一丁目25-5）が開設される。
- 1986年4月 - 八王子消防特別救助隊が発足する。
- 1993年4月 - 照明電源車が配備される。
- 1994年9月 - 小宮出張所の新庁舎が竣工し、同時に東京消防庁第九消防方面本部の庁舎としても利用される。
- 2006年4月 - 由木出張所が由木分署となる。
- 2011年4月 - みなみ野出張所が開設される。
- 2015年
  - 3月20日 - 上野町に本署を移転[1]。
  - 8月20日 - 大横町の旧本署に富士森出張所を移転[2]。
- 2017年4月22日 - 浅川出張所に高尾山救助用小型救急車を配備する。
- 2018年12月19日 - 富士森出張所を楢原地区へ移転し、楢原出張所として開設[3]。
- 2023年10月17日 - 平日日中限定運用の「八王子デイタイム救急隊」を発足[4]。

## 所在地
- 東京都八王子市上野町33番地
- アクセス：八王子駅南口より京王バスで「上野町三丁目」バス停下車徒歩5分

## 分署
- 由木分署
  - 住所：八王子市下柚木542-8

## 出張所
- 浅川出張所
  - 住所：八王子市東浅川町882-2

- 北野出張所
  - 住所：八王子市北野町575-1

- 小宮出張所
  - 住所：八王子市石川町2099-2

- 元八王子出張所
  - 住所：八王子市大楽寺町366-1

- 楢原出張所
  - 住所：八王子市楢原町501

- みなみ野出張所
  - 住所：八王子市大船町1044-2

## 車両
- 指揮隊車、ポンプ車、13mブーム付きポンプ車、はしご車、化学車、救急車、救助車、山岳救助車、照明電源車、消防活動二輪車